# Mašťov
Mašťov är en stad i Tjeckien.   Den ligger i regionen Ústí nad Labem, i den västra delen av landet, 80 km väster om huvudstaden Prag. Mašťov ligger 372 meter över havet och antalet invånare är 679.
Terrängen runt Mašťov är kuperad västerut, men österut är den platt. Runt Mašťov är det ganska tätbefolkat, med 54 invånare per kvadratkilometer. Närmaste större samhälle är Kadaň, 13,5 km norr om Mašťov. Trakten runt Mašťov består till största delen av jordbruksmark.